# 324
Évszázadok: 3. század – 4. század – 5. század
Évtizedek: 270-es évek – 280-as évek – 290-es évek – 300-as évek – 310-es évek – 320-as évek – 330-as évek – 340-es évek – 350-es évek – 360-as évek – 370-es évek
Évek: 319 – 320 – 321 – 322 –  323 – 324 – 325 – 326 – 327 – 328 – 329

## Események

### Római Birodalom
- Flavius Julius Crispus Caesart és Flavius Claudius Constantinus Caesart választják consulnak.
- A Constantinus és Licinius császárok közötti feszültség fegyveres konfliktussá élesedik. Constantinus bevonul Trákiába és július 3-án a hadrianopolisi csatában legyőzi Liciniust és gót segéderőit.
- Licinius visszavonul Byzantiumba, majd miután Crispus (Constantinus fia) flottája megfutamítja a hajóhadát, újonnan kinevezett társcsászárával, Martinianusszal tovább menekül Kis-Ázsiába. Szeptember 18-án a chrysopolisi csatában újabb vereséget szenved.
- A Nicomediába visszahúzódott Licinius kapitulál és lemond császári címéről. Felesége, Constantia (Constantinus féltestvére) közbenjárására életben hagyják és Thessalonicában helyezik őrizet alá. Constantinus marad a birodalom egyetlen uralkodója, a tetrarchia kora véget ér.
- Constantinus caesarrá (trónörökössé) nevezi ki Constantius fiát.
- Rómában I. Sylvester pápa felszenteli a lateráni bazilikát és a falakon kívüli Szent Pál-bazilikát.

### Kína
- Ming császár hadvezére, Vang Tun (aki korábban már kifosztotta a fővárost) meg akarja buktatni a császárt, akit azonban idejében figyelmeztetnek és elit csapatait a fővárosba rendeli. Az egyébként is beteg Vang Tun vereséget szenved és meghal.

## Halálozások
- Kuo Pu, kínai költő, filozófus

## Fordítás
- Ez a szócikk részben vagy egészben  a(z)   324 című angol Wikipédia-szócikk ezen változatának fordításán alapul.  Az eredeti cikk szerkesztőit annak laptörténete sorolja fel. Ez a jelzés csupán a megfogalmazás eredetét és a szerzői jogokat jelzi, nem szolgál a cikkben szereplő információk forrásmegjelöléseként.